# Pijava Gorica
Pijava Gorica je naselje v Občini Škofljica.
Leži v okolici Škofljice. Znana je po cerkvi sv. Simona in Juda Tadeja. To naselje je velikokrat omenjeno tudi po uspehih lokalnega prostovoljnega gasilskega društva.